# Robinsonia spitzi
Robinsonia spitzi là một loài bướm đêm thuộc phân họ Arctiinae, họ Erebidae.